# Canfrancesco della Scala
Canfrancesco della Scala (Verona, 1385 – Ravenna, 18 ottobre 1399) è stato un politico e militare italiano.

## Biografia
Era figlio di Antonio della Scala, ultimo signore di Verona e di Samaritana da Polenta.
Dopo la morte del padre nel 1388, la madre lo condusse a Venezia. Nel 1390 Samaritana diede il consenso affinché Canfrancesco si mettesse a disposizione di alcuni rivoltosi, capeggiati da Giovanni Acuto, mercenario al soldo dei veneziani, affinché Verona insorgesse contro i Visconti. Il 18 giugno 1390 Verona insorse e Canfrancesco fu acclamato signore della città, costrigendo i Visconti a ritirarsi nei loro castelli. La città venne saccheggiata dalle truppe mercenarie viscontee al comando di Ugolotto Biancardo.
Nel 1391 Francesco II da Carrara, Giovanni Acuto e Samaritana da Polenta tentarono per la seconda volta di fare insorgere la città. L'esercito scaligero venne definitivamente sconfitto nella battaglia di Castagnaro del 1387 che segnò anche la fine della dominazione scaligera. Canfrancesco con la madre e alcuni fedelissimi si rifugiò a Ravenna presso i Da Polenta, finché nel 1399 trovò la morte per avvelenamento, forse da un parente prezzolato dai Visconti.

## Ascendenza
|                                            |                                             |                                                | Genitori                                   |  |  | Nonni |  |  | Bisnonni                                  |  |  | Trisnonni                              |  |
|                                            |                                             |                                                |                                            |  |  |       |  |  | Mastino II della Scala, signore di Verona |  |  | Alboino della Scala, signore di Verona |  |
|                                            |                                             |                                                |                                            |  |  |       |  |  | Mastino II della Scala, signore di Verona |  |  | Alboino della Scala, signore di Verona |  |
|                                            |                                             | Beatrice da Correggio                          |                                            |  |  |       |  |  | Mastino II della Scala, signore di Verona |  |  |                                        |  |
| Cansignorio della Scala, signore di Verona |                                             |                                                |                                            |  |  |       |  |  | Mastino II della Scala, signore di Verona |  |  |                                        |  |
|                                            |                                             | Taddea da Carrara                              | Giacomo I da Carrara, signore di Padova    |  |  |       |  |  |                                           |  |  |                                        |  |
|                                            |                                             | Taddea da Carrara                              | Giacomo I da Carrara, signore di Padova    |  |  |       |  |  |                                           |  |  |                                        |  |
|                                            |                                             | Taddea da Carrara                              | Elisabetta Gradenigo                       |  |  |       |  |  |                                           |  |  |                                        |  |
| Antonio della Scala, signore di Verona     |                                             | Taddea da Carrara                              |                                            |  |  |       |  |  |                                           |  |  |                                        |  |
|                                            |                                             | …                                              | …                                          |  |  |       |  |  |                                           |  |  |                                        |  |
|                                            |                                             | …                                              | …                                          |  |  |       |  |  |                                           |  |  |                                        |  |
|                                            |                                             | …                                              | …                                          |  |  |       |  |  |                                           |  |  |                                        |  |
| Margherita dei Pittati                     |                                             | …                                              |                                            |  |  |       |  |  |                                           |  |  |                                        |  |
|                                            |                                             | …                                              | …                                          |  |  |       |  |  |                                           |  |  |                                        |  |
|                                            |                                             | …                                              | …                                          |  |  |       |  |  |                                           |  |  |                                        |  |
|                                            |                                             | …                                              | …                                          |  |  |       |  |  |                                           |  |  |                                        |  |
| Canfrancesco della Scala                   |                                             | …                                              |                                            |  |  |       |  |  |                                           |  |  |                                        |  |
|                                            | Bernardino I da Polenta, signore di Ravenna | Ostasio I da Polenta, signore di Ravenna       |                                            |  |  |       |  |  |                                           |  |  |                                        |  |
|                                            | Bernardino I da Polenta, signore di Ravenna | Ostasio I da Polenta, signore di Ravenna       |                                            |  |  |       |  |  |                                           |  |  |                                        |  |
|                                            | Bernardino I da Polenta, signore di Ravenna | Lieta Argogliosi                               |                                            |  |  |       |  |  |                                           |  |  |                                        |  |
| Guido III da Polenta, signore di Ravenna   | Bernardino I da Polenta, signore di Ravenna |                                                |                                            |  |  |       |  |  |                                           |  |  |                                        |  |
|                                            |                                             | Maddalena Balbi                                | …                                          |  |  |       |  |  |                                           |  |  |                                        |  |
|                                            |                                             | Maddalena Balbi                                | …                                          |  |  |       |  |  |                                           |  |  |                                        |  |
|                                            |                                             | Maddalena Balbi                                | …                                          |  |  |       |  |  |                                           |  |  |                                        |  |
| Samaritana da Polenta                      |                                             | Maddalena Balbi                                |                                            |  |  |       |  |  |                                           |  |  |                                        |  |
|                                            |                                             | Obizzo III d'Este, signore di Ferrara e Modena | Aldobrandino II d'Este, signore di Ferrara |  |  |       |  |  |                                           |  |  |                                        |  |
|                                            |                                             | Obizzo III d'Este, signore di Ferrara e Modena | Aldobrandino II d'Este, signore di Ferrara |  |  |       |  |  |                                           |  |  |                                        |  |
|                                            |                                             | Obizzo III d'Este, signore di Ferrara e Modena | Alda Rangoni                               |  |  |       |  |  |                                           |  |  |                                        |  |
| Elisa d'Este                               |                                             | Obizzo III d'Este, signore di Ferrara e Modena |                                            |  |  |       |  |  |                                           |  |  |                                        |  |
|                                            |                                             | Lippa Ariosti                                  | Iacopo Ariosti                             |  |  |       |  |  |                                           |  |  |                                        |  |
|                                            |                                             | Lippa Ariosti                                  | Iacopo Ariosti                             |  |  |       |  |  |                                           |  |  |                                        |  |
|                                            |                                             | Lippa Ariosti                                  | …                                          |  |  |       |  |  |                                           |  |  |                                        |  |
|                                            |                                             | Lippa Ariosti                                  |                                            |  |  |       |  |  |                                           |  |  |                                        |  |